# Awaking the Centuries
Awaking the Centuries è un concept album pubblicato dalla band Haggard il 7 febbraio 2000 da Drakkar Entertainment. La trama dell'album è incentrata sulla figura di Nostradamus e sulla sua vita al tempo della peste durante il rinascimento in Europa.

## Tracce
1. Rachmaninov: Choir – 0:38
2. Pestilencia – 1:54
3. Heavenly Damnation – 2:59
4. The Final Victory – 3:35
5. Saltorella La Manuelina – 0:57
6. Awaking the Centuries – 9:34
7. Statement zur Lage der Musica – 1:19
8. In a Fullmoon Procession – 5:18
9. Menuett – 1:19
10. Prophecy Fulfilled / And the Dark Night Entered – 6:23
11. Courante – 1:10
12. Rachmaninov: Choir – 2:34

## Musicisti
- Asis Nasseri – voce, chitarra, percussioni
- Luz Marsen – batteria, percussioni
- Andi Nad – basso
- Danny Klupp – chitarra
- Karin Bodenmüller – soprano
- Hans Wolf – pianoforte, tastiere, organo
- Kathrin Pechlof – arpa
- Fiffi Fuhrmann – tenore
- Christian – tenore
- Thomas Rosato – basso
- Christoph Zastrow – flauto
- Florian Bartl – oboe
- Robert Müller – clarinetto
- Andrea Sterr – violino
- Michael Stapf – violino
- Steffi Hertz – viola
- Kathrin Hertz – violoncello
- Georg Uttenthaler – contrabbasso
- Florian Schnellinger – percussioni
- Peter Prysch – corno francese